# Lapidation

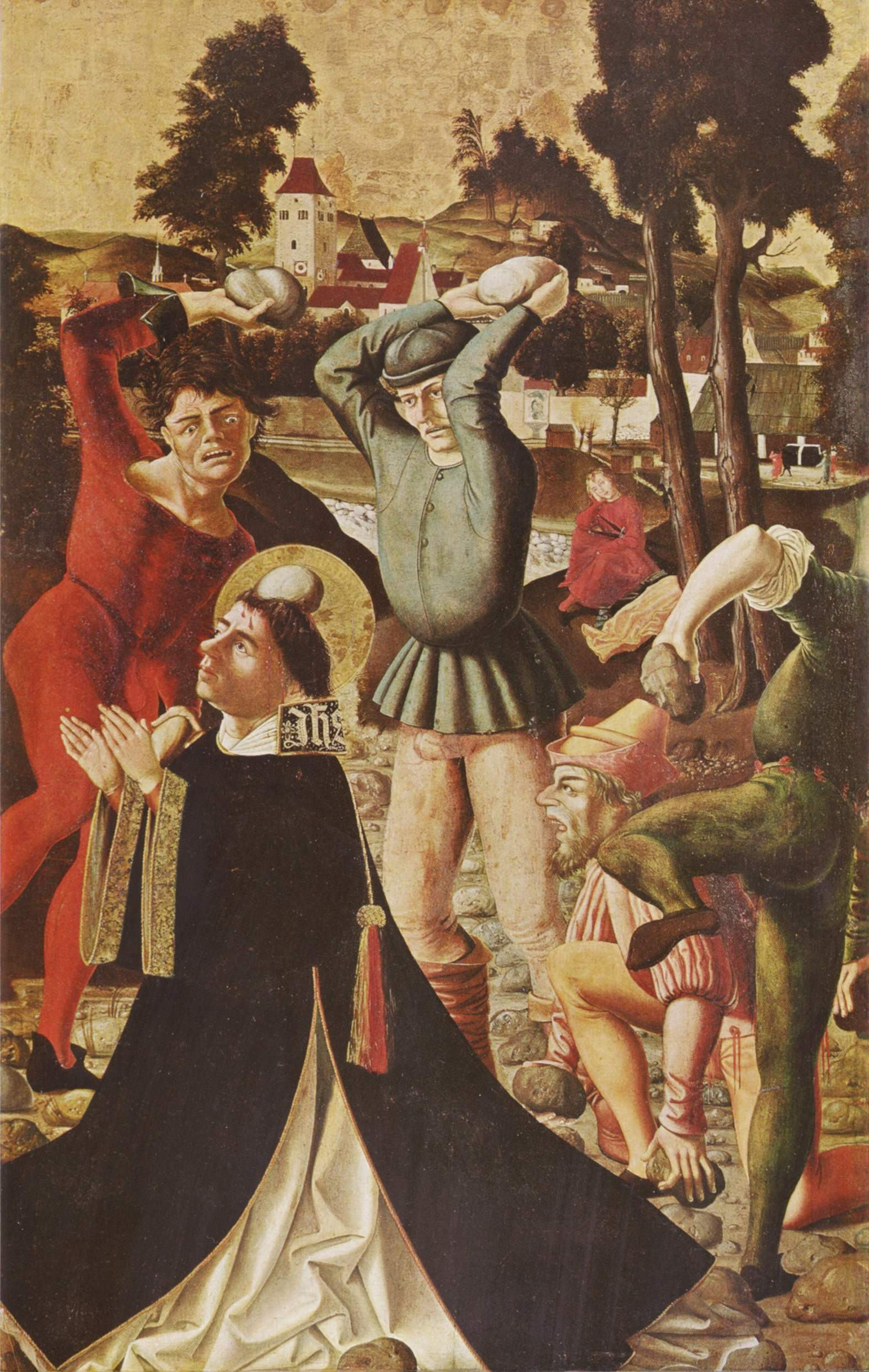
Martyre de saint Étienne. Panneau du retable dit de Jacob et Étienne, peint en 1506 par Marx Reichlich (1460-1520) (provient d'un monastère au Tyrol, exposé à la pinacothèque de Munich).

La lapidation est une forme d'exécution dans laquelle un groupe d'individus lance des pierres sur une personne jusqu'à ce que cette dernière décède d'un traumatisme contondant. Elle a été attestée comme une forme de punition pour de graves méfaits depuis l'Antiquité. Son adoption dans certains systèmes juridiques a suscité la controverse au cours des dernières décennies.
La Torah et le Talmud prescrivent la lapidation comme punition pour un certain nombre d'infractions. Au cours des siècles, le judaïsme rabbinique a développé un certain nombre de contraintes procédurales qui ont rendu ces lois pratiquement inapplicables. Bien que la lapidation ne soit pas mentionnée dans le Coran, la jurisprudence islamique classique (fiqh) a imposé la lapidation comme un hadd (peine prescrite par la charia) pour certaines formes de zina (rapports sexuels illicites) sur la base de certains hadîths (paroles et actions attribuées au prophète musulman Mahomet). La législation islamique prévoit cependant elle aussi un certain nombre de dispositions qui rendent le crime de zina presque improuvable dans la pratique.
La lapidation semble avoir été la méthode standard d'exécution capitale dans l'ancien Israël. Son utilisation est attestée au début de l'ère chrétienne, mais les tribunaux juifs ont par la suite généralement évité les peines de lapidation. Seuls quelques cas isolés de lapidation légale sont enregistrés dans l'histoire prémoderne du monde musulman. Aujourd'hui, les lois pénales de la plupart des pays à majorité musulmane sont dérivées des modèles occidentaux. Au cours des dernières décennies, plusieurs États ont inséré la lapidation et d'autres punitions houdoud (pluriel de hadd) dans leurs codes pénaux sous l'influence des mouvements islamistes. Ces lois revêtent une importance particulière pour les conservateurs religieux en raison de leur origine scripturaire, bien qu'en pratique elles aient joué un rôle largement symbolique et aient eu tendance à tomber en désuétude.
Récemment, la lapidation a été une peine légale ou coutumière en Iran, aux Émirats arabes unis, au Qatar, en Mauritanie, en Arabie saoudite, au Soudan, au Yémen, au nord du Nigeria, en Afghanistan, au Brunei et dans les zones tribales du Pakistan, y compris le nord-ouest de la vallée de Kurram et le nord-ouest de la région de Khwezai-Baezai,,,. Dans certains de ces pays elle a été effectuée de façon extrajudiciaire par des militants, des chefs tribaux et d'autres. Dans certains autres pays, dont le Nigeria et le Pakistan, bien que la lapidation ait été une forme légale de punition, elle n'a jamais été pratiquée légalement. La lapidation est condamnée par les organisations de défense des droits de l'homme (en) et les peines de lapidation ont suscité des controverses internationales.

## Étymologie
La lapidation vient du latin lapis (pierre), qui donne le verbe lapidare signifiant littéralement « attaquer à coups de pierres ».

## Histoire

### En Grèce antique
La lapidation est une méthode d'exécution connue dès l'époque homérique, principalement liée aux crimes sexuels et aux blasphèmes : dans la mythologie grecque, Ajax fils d'Oïlée échappe de peu à la lapidation après avoir tenté de violer Cassandre réfugiée auprès de l'autel d'Athéna. Après avoir découvert qu'il a tué son père et épousé sa mère, Œdipe souhaite mourir lapidé, mais ne trouvant personne autour de lui pour ce faire, se résout à se crever les yeux. Cycnos fait lapider le joueur de flûte qui a accompagné sa seconde femme à diffuser des calomnies afin qu'il contraigne son fils Ténès à l'exil. Toutefois, la lapidation n'est pas couramment employée à l'époque archaïque et inspire plutôt une certaine répulsion : Eschyle la classe avec la décapitation, l'énucléation ou l'empalement comme les marques d'une « justice d'abattoir », propre aux Euménides non civilisées.
De nombreux tyrans grecs sont lapidés : Koes à Mytilène (Hérodote, V, 38), Mennès à Cumes, Néarque à Élée,, Phalaris à Akragas.
Une autre occurrence de lapidation historique remonte aux guerres médiques, en 479 av. J.-C. : l'Athénien Lycidès est lapidé par les participants à la Boulè (assemblée) quand il propose d'approuver la demande de reddition envoyée par le Perse Mardonios. Hérodote présente la lapidation comme un acte spontané de la foule en colère, mais chez Lycurgue, un siècle plus tard, il résulte d'un décret (psēphisma) pris formellement par les membres de l'Assemblée, qui retirent les couronnes symbolisant leur fonction avant d'y procéder. On a suggéré que les Athéniens avaient réinterprété a posteriori un lynchage en acte légal et rituel. Par la suite, la lapidation à Athènes est liée aux cas de trahison (prodosia) : ainsi, Alcibiade, cousin de l'Alcibiade compagnon de Socrate est condamné à mort en même temps que ce dernier pour la profanation des Mystères d'Éleusis. Il s'enfuit et rejoint les Syracusains, adversaires d'Athènes. Capturé à bord d'un vaisseau ennemi, il est lapidé immédiatement, sur ordre du stratège Thrasyllos.
Philostrate, dans sa Vie d'Apollonios de Tyane rapporte une lapidation « miraculeuse » située à Éphèse au Ier siècle. Les Éphésiens, en butte à une épidémie de peste, font appel à Apollonius de Tyane, fameux thaumaturge païen, et également philosophe, qui leur désigne un mendiant comme « ennemi des dieux » et les convainc de le lapider. Et ils pensent découvrir, dans le corps en charpie écrasé sous les pierres, une créature monstrueuse, le démon de la peste.

### Dans le judaïsme

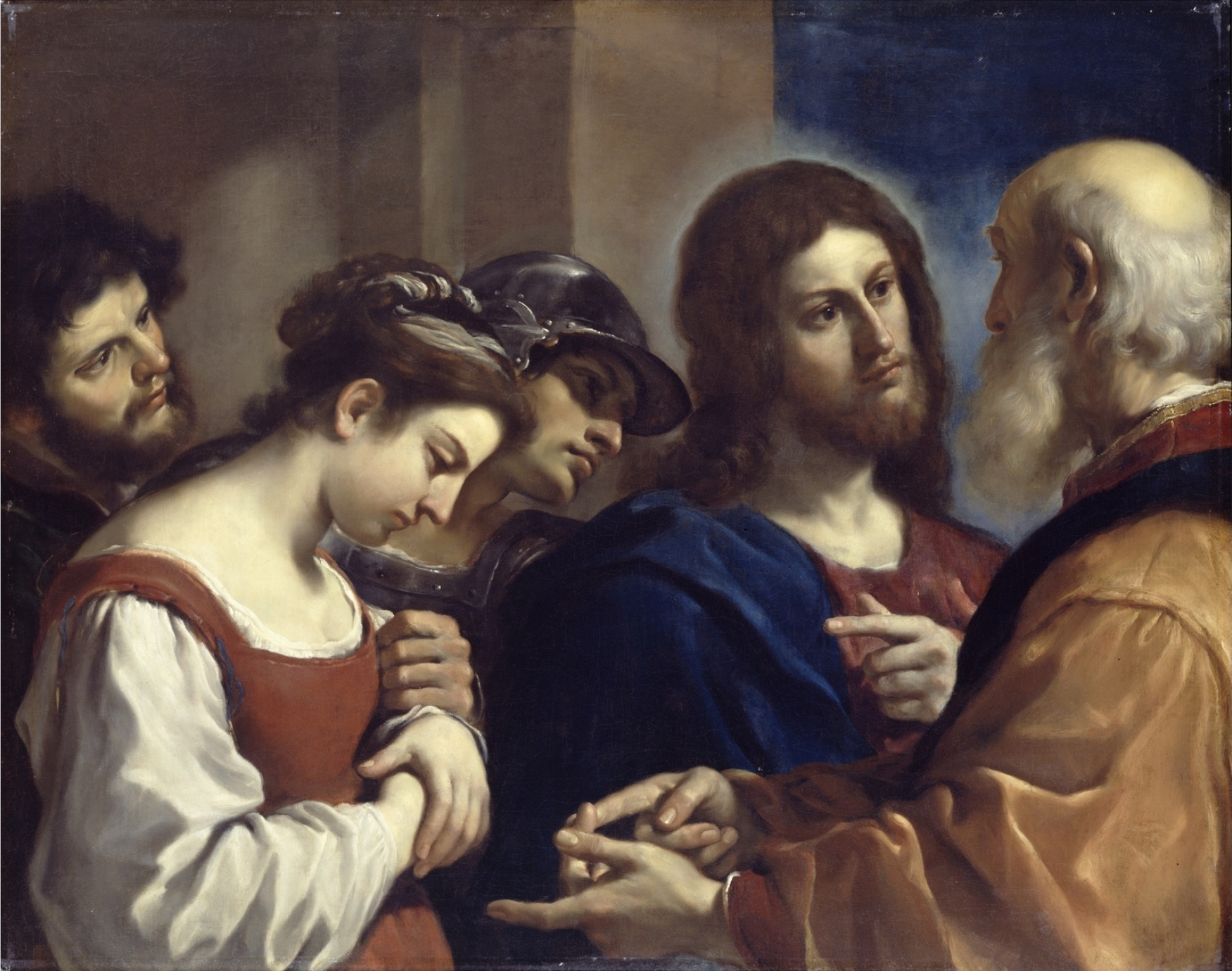
Jésus empêchant la lapidation de la femme adultère (Le Guerchin, 1621)

Les textes judaïques prévoyaient la lapidation pour punir divers crimes et attitudes jugés criminels, tant dans le Pentateuque (terme grec désignant la Torah) que dans les écrits rabbiniques (le Talmud). Concernant plus particulièrement l'adultère, il faut considérer que ces textes de loi sont rédigés dans le cadre d'une idéologie patriarcale ne connaissant pas l'égalité des sexes et que dans une société qui considère le mariage comme un accord commercial, l'adultère correspond à une atteinte à la « propriété » d'un autre homme.
Toutefois, la lapidation aurait encore été appliquée au premier siècle de notre ère ainsi que le suggèrent, dans le Nouveau Testament, notamment l'épisode de la femme adultère de l'Évangile selon Jean (« Que celui d'entre vous qui est sans péché jette le premier la pierre contre elle. ») ou, dans les Actes des Apôtres, le récit du martyre d'Étienne.
Par la suite, avant même le siège de Jérusalem, les Juifs ont été dispersés dans des territoires de l'Empire romain où leur loi était devenue inapplicable même s'ils étaient majoritaires, comme en Corse où, selon Suétone, l'empereur Tibère en aurait déporté cent mille. Après la chute et la destruction de Jérusalem, La tendance de la jurisprudence judaïque a été de réduire l'application des châtiments mortels dont la lapidation, voire de les supprimer totalement. Thomas Römer explique que « de nombreux rabbins se sont d'ailleurs demandés si la lapidation ou d'autres peines de mort prévues comme châtiment ont vraiment été appliquées à l'époque, ou s'il s'agit plutôt d'une rhétorique dissuasive ayant pour but d'empêcher les transgressions formulées dans ces lois ».
Le rabbin Moshe Feinstein, une des plus grandes sommités du judaïsme contemporain a écrit dans son ouvrage Igros Moshe, second volume sur Hoshen Mishpat, réponse 68, que « bien que la loi juive ne préconise pas la peine de mort dans tous les cas, elle permet néanmoins qu'elle soit appliquée là où la loi du pays le permet. Toutefois, cela devrait être limité aux seuls cas de meurtres particulièrement cruels, ou dans une situation où l'effusion de sang devient incontrôlable et que la menace de la peine de mort puisse permettre de rétablir le respect de la loi ».[réf. nécessaire]
Le rabbin orthodoxe Aryeh Kaplan écrit au sujet de la peine de mort dans le judaïsme : « En pratique ces peines ne sont presque jamais invoquées, et existaient principalement comme un moyen de dissuasion et afin d'indiquer la gravité des péchés pour lesquels elles ont été prescrites. Les règles sévères codifiées dans la Torah afin de protéger l'accusé ont de fait rendu impossible l'application de ces sanctions, le système pénal pouvant devenir brutal et barbare à moins d'être administré dans une atmosphère de la plus haute moralité et piété. Lorsque ces normes ont diminué dans le peuple juif, le Sanhédrin a volontairement aboli ce système de sanctions ».
Jerome H. Somers, le président du conseil d'administration de l'Union des Congrégations hébraïques américaines, la plus grande organisation juive aux États-Unis qui compte plus de 870 congrégations réformistes se déclare opposé à la peine capitale.
Le rabbin Ben Zion Bokser, l'un des plus grands rabbins du judaïsme conservateur explique que : « Trop souvent, nous apprenons que des personnes qui ont été reconnues coupables de crimes ont été plus tard innocentées par des faits nouveaux. Dans de tels cas, les portes des prisons peuvent être ouvertes et ainsi réparer partiellement l'injustice. Mais les morts ne peuvent pas être ramenés à la vie de nouveau. Nous considérons toutes les formes de la peine capitale comme barbares et obsolètes ».

### Dans l'islam

Carte montrant les pays où la lapidation sur place publique est une forme de punition judiciaire ou extrajudiciaire. 2013.

Rajm (رجم) est un mot arabe qui signifie "lapider",. Il est communément utilisé pour désigner la punition Hadd lors de laquelle un groupe organisé jette des pierres à un individu condamné jusqu’à ce qu'il meure. Selon certaines versions de la loi islamique (Charia), c’est la peine prescrite en cas d'adultère commis par un homme marié ou une femme mariée. La condamnation exige une confession de l’adultère, ou le témoignage de 4 témoins de l'acte contre ce dernier (comme demandé par le Coran 24:4), ou la grossesse en dehors du mariage,,.
La peine de la lapidation/Rajm ou la peine de mort pour adultère est un cas unique dans le droit pénal musulman puisque, de prime abord, elle peut sembler venir contredire la prescription coranique déjà existante pour les relations sexuelles avant le mariage et extraconjugales (zina), que l'on trouve dans le deuxième verset de la sourate An-Nour : « La fornicatrice et le fornicateur, fouettez-les chacun de cent coups de fouet. […] ». Pour cette raison, certaines sectes musulmanes hétérodoxes telles que les kharidjites en Irak, ainsi que les modernistes islamiques tels que les coranistes sont en désaccord avec la légalité du rajm.
Cependant, la lapidation est mentionnée dans plusieurs ahadith (des rapports prétendant citer ce que le prophète Mahomet a dit mot pour mot sur diverses questions, et que la plupart des musulmans et des ouléma considèrent comme la seconde source du droit religieux après le Qor'ān), et donc la plupart des écoles de jurisprudence islamique (madahib) sunnites comme chiites l'acceptent comme une peine prescrite pour l'adultère. La peine a rarement été appliquée dans l'Histoire de l'islam en raison des exigences de preuve très strictes stipulées par la loi islamique.

#### En pratique

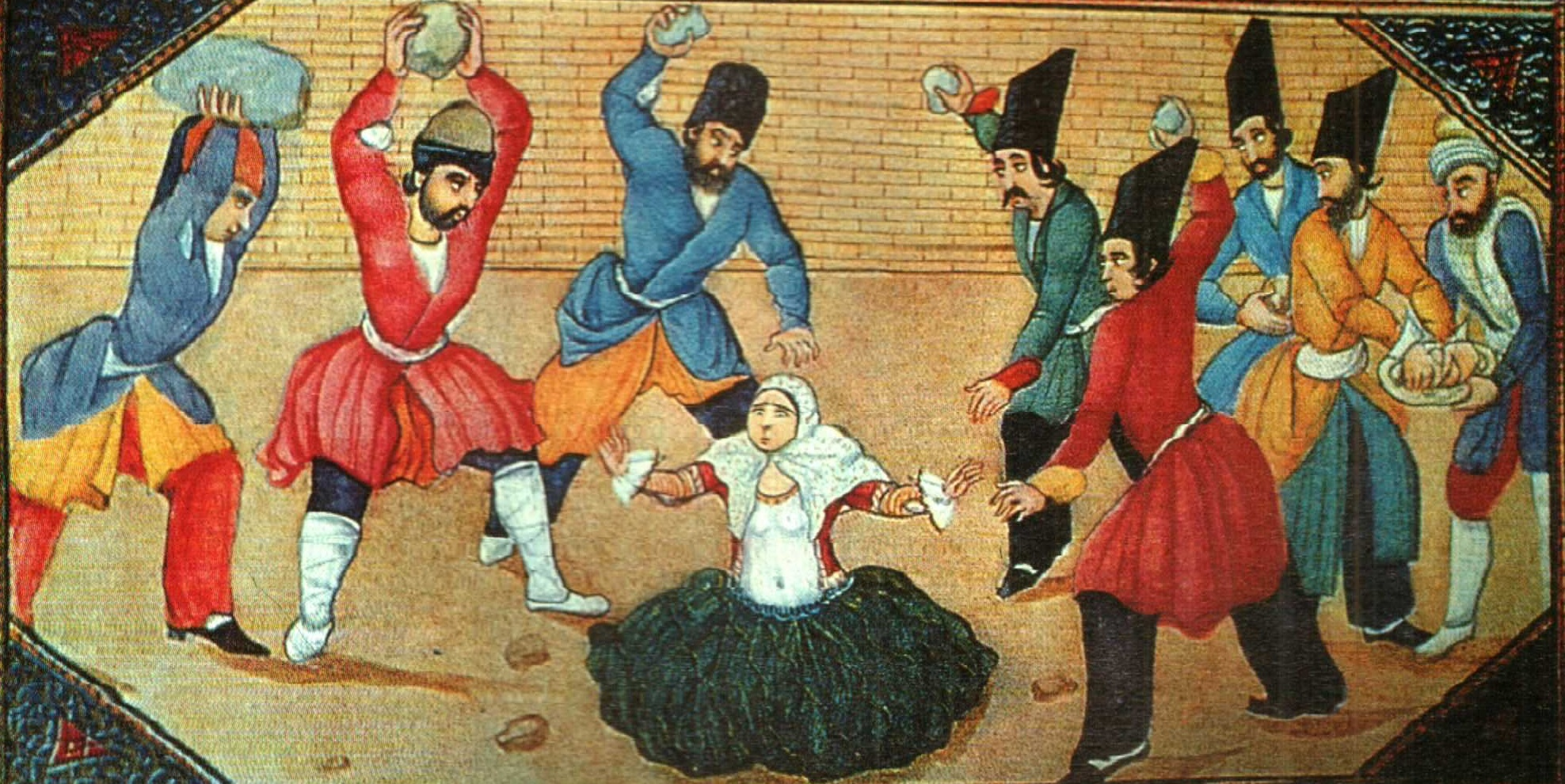
La lapidation d'une femme adultère, illustration d'un manuscrit des 1001 Nuits d'Abou Hassan Ghaffari ou de son atelier. Téhéran, 1853-1857.

Au moins quelques sources (Sadakat Kadri (en), Max Rodenbeck (en)) ont noté que bien qu'abstraitement populaire, le rajm n'a que rarement été appliqué dans l'histoire islamique. Un seul cas de lapidation a été recensé à Constantinople dans toute l'histoire de l'Empire ottoman et aucun en Syrie sous domination musulmane. Le DrAbdou-Rahman ibn Abdoul Karim Al-Sheha affirme pour sa part : « De toute l’histoire de l’Islam, on n’a observé que deux ou trois cas où cette peine a été appliquée suite à l’aveu même des contrevenants et sur leur demande. ». En effet, des techniques ont rapidement été employées pour "minimiser la possibilité" que la grossesse d’une seule femme soit considéré comme une preuve tangible de zina et ainsi rendre la justice plus miséricordieuse, y compris "des présomptions fantastiques" sur la durée de la période de gestation humaine. Les fuqaha hanafites classiques ont décidé qu’au lieu de neuf mois, elle pouvait durer jusqu’à deux ans, les chaféites quatre et les malikites cinq ans. Le calife bien-guidé Omar a une fois acquitté une mère célibataire enceinte au motif qu’elle avait le "sommeil lourd" et "des rapports sexuels sans s'en rendre compte".
Selon le journaliste Max Rodenbeck (en) :
« Dans presque tous les cas où elle a été appliquée au cours des dernières années, la lapidation a eu lieu dans des zones tribales ou rebelles qui échappent au contrôle des gouvernements centraux — les talibans en Afghanistan, l’EIIL en Irak et Boko Haram au Nigeria, par exemple. Sur les quarante-neuf États à majorité musulmane du monde, six conservent la peine par respect pour la tradition… Parmi ces pays, seul l’Iran, qui a officiellement imposé un moratoire sur la lapidation en 2002 tout en laissant une marge de manœuvre aux juges, l’a effectivement appliqué ».
L'Arabie saoudite a exécuté quatre personnes par lapidation dans les années 1980. Depuis 2005, des peines de lapidation ont été envisagées ou prononcées au Nigeria et en Somalie pour les crimes d'adultère et de sodomie homosexuelle,. Depuis l'introduction de la charia dans le nord du Nigeria en 2000, plus d'une douzaine de musulmans ont été condamnés à mort par lapidation, mais aucun n'a été lapidé,,. Dans une affaire, une cour d'appel de l'État de Sokoto a annulé une sentence de lapidation au motif que la défenderesse divorcée n'aurait peut-être pas conçu son enfant sous fornication (zina) parce qu’elle l'a peut-être porté pendant cinq ans (conformément à la jurisprudence malikite, prédominante dans le pays). Une autre cour d'appel de l'État nigérian a évalué la limite supérieure de la gestation à sept ans.
Au Pakistan, « plus de trois décennies d'islamisation officielle n’ont pas encore abouti à une seule lapidation effective » et la peine est abolie en 2006. L'Iran a officiellement imposé un moratoire sur la lapidation en 2002, tout en laissant une large marge de manœuvres aux juges pour qu'il puisse prescrire la peine. Ces échecs à faire appliquer la peine de la lapidation ont été mis sur le dos de la publicité et de la pression de groupes internes et internationaux de défense des droits de l'homme,, qui considèrent la lapidation comme une mise à mort par torture.
Selon l'Observatoire syrien des droits de l'homme, entre juillet 2014 et février 2015, au moins 15 personnes (six hommes et neuf femmes) ont été exécutées (pas toutes par rajm) par Daech en Syrie pour des crimes d'adultère ou d'homosexualité.

#### Autre : la lapidation de Satan

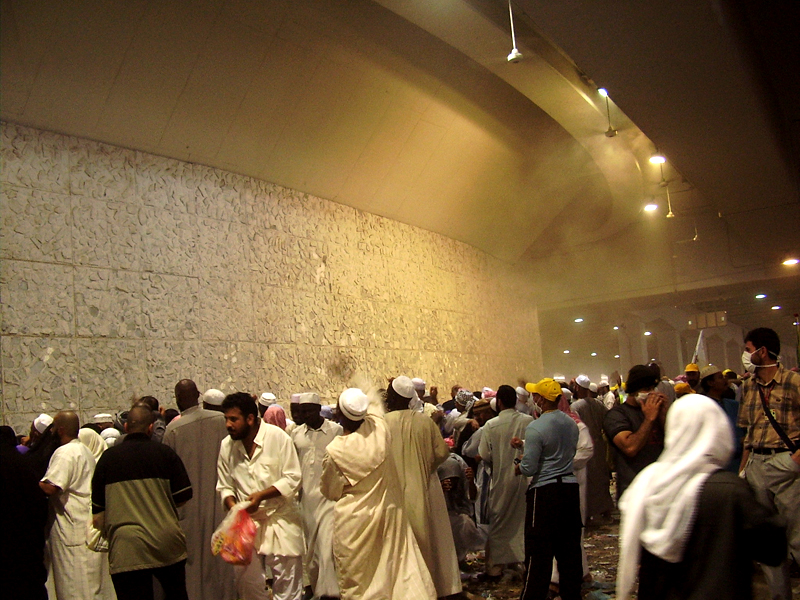
Cérémonie de la lapidation de Satan, 2006